# منضغطات
المنضغطات أو بق أوراق الدردار الرمادي أو فصيلة بيزماتيدي (الاسم العلمي: Piesmatidae)، هي فصيلة من الحشرات نصفية الأجنحة تتوزع معظمها في المناطق المعتدلة في نصف الكرة الشمالي، وبعضها يتوزع في أفريقيا، أستراليا وأمريكا الجنوبية.